# Barupė
Barupė je řeka ve střední Litvě, levý přítok řeky Nevėžis. Teče v okresech Jonava a Kėdainiai.
Pramení na jihozápadním okraji vsi Žinėnai, 13 km na západojihozápad od okresního města Jonava. Teče zpočátku na severoseverovýchod, u obce Ručiūnai se v délce 2,5 km odkání na západ a vrací se do směru na severoseverovýchod, po maximálním přiblížení trati Jonava - Kėdainiai se stáčí směrem celkově západním až do soutoku s Nevėžisem. 5 km od tohoto soutoku, v Labūnavě, protéká rybníkem Labūnavos tvenkinys (plocha 109,9 ha). Na řece jsou ještě dva menší rybníky: na hranici mezi okresy Jonava a Kėdainiai v obci Kuigaliai a další v Labūnavě (2,5 km od ústí, plocha 9 ha). Do Nevėžisu se vlévá u vsi Kruopiai (necelý 1 km na západ od Labūnavy) jako jeho levý přítok 43,7 km od jeho ústí do Němenu.
Údolí dolního toku je poměrně hluboké. Šířka koryta je 5 – 12 m, hloubka 0,1 - 0,4 m. Rychlost toku je 0,1 - 0,2 m/s. Průměrný spád je 1,1 m/km. Dolní tok spadá do Hydrografické rezervace Barupė (ustanovena v roce 1992, plocha 35 ha).

## Přítoky
- Levé:

| Hydrologické pořadí | Řeka    | Délka (km) | Povodí (km²) | Vzdálenost od ústí (km) | Ústí kde                   | Koordináty ústí                  |
| ------------------- | ------- | ---------- | ------------ | ----------------------- | -------------------------- | -------------------------------- |
| 13010942            | Upelis  | 4,4        | 7,5          | 34,0                    |                            | 55°8′45″ s. š., 24°7′45″ v. d.   |
| 13010943            | Savyda  | 9,0        | 15,0         | 29,1                    | Juljanava                  | 55°10′33″ s. š., 24°7′42″ v. d.  |
| 13010946            | Mėkla   | 26,9       | 93,3         | 8,8                     | rybník Labūnavos tvenkinys | 55°11′15″ s. š., 23°56′10″ v. d. |
| 13010954            | Liepupė | 2,6        | 7,5          | 7,4                     | rybník Labūnavos tvenkinys | 55°10′49″ s. š., 23°55′30″ v. d. |
| 13010955            | Urka    | 22,2       | 76,9         | 3,9                     | menší rybník v Labūnavě    | 55°11′5″ s. š., 23°53′37″ v. d.  |

- Pravé:

| Hydrologické pořadí | Řeka     | Délka (km) | Povodí (km²) | Vzdálenost od ústí (km) | Ústí kde     | Koordináty ústí                 |
| ------------------- | -------- | ---------- | ------------ | ----------------------- | ------------ | ------------------------------- |
| 13010941            | Vabalas  | 3,5        | 6,7          | 44,4                    | Aukštigaliai | 55°4′54″ s. š., 24°7′53″ v. d.  |
|                     | Kulvė    |            |              |                         | Kulva        | 55°6′ s. š., 24°9′2″ v. d.      |
| 13010944            | B - 2    | 3,4        | 2,6          | 25,1                    | Kuigaliai    | 55°11′10″ s. š., 24°4′38″ v. d. |
| 13010945            | Paparčia | 6,5        | 17,1         | 19,9                    | Nociūnai     | 55°12′20″ s. š., 24°1′39″ v. d. |

## Komunikace, vedoucí přes řeku
- cesta Betėgala - Boniškiai, cesta Betėgala - Preišiogalėlė, silnice Jonava - Vandžiogala, cesta Čičinai - Aukštigaliai (při této cestě je památník A. Kulvietisovi), cesta Kulva - Naujasodis (jižněji), silnice Kulva - Naujasodis (severněji), silnice Ručiūnai - Naujasodis, cesta Vanagiškiai - Jonkučiai, silnice č. 144 Jonava - Kėdainiai (2 x), dálnice A8/E67 Sitkūnai–Panevėžys, cesta Serbiniai - Pamėkliai, silnice Labūnava - Pamėkliai, silnice Labūnava - Sičioniai a silnice Kėdainiai - Babtai.